# Coleção Apparecido Salatini
Coleção Apparecido Salatini é uma coleção privada, com imagens que pertencem ao colecionador Apparecido Jannir Salatini. As imagens que compõem a coleção retratam várias cidades brasileiras, principalmente São Paulo e seus bairros centrais, no começo do século XX.

## Descrição
A Coleção Apparecido Salatini é composta por imagens, especialmente fotografias, assim como álbuns e cartões postais impressos e fotográficos (com e sem carimbos ou mensagens escritas), que retratam o Brasil e São Paulo durante o século XX. Essas imagens têm diversas datas, que variam entre as cinco primeiras décadas do século. Também apresenta várias autorias, muitas desconhecidas. Uma boa parte da coleção é composta por imagens do fotógrafo Guilherme Gaensly.
Ainda apresenta itens dos ateliês fotográficos Fotolabor e Foto Postal Colombo.
Alguns dos locais mais presentes em fotografias da coleção são o Parque da Luz, o Parque Dom Pedro II e a Estação da Luz, todos em São Paulo.